# 明日なき世界
「明日なき世界」（原題： Eve of Destruction）は、バリー・マクガイアが1965年に発表したシングル。世界的なヒット曲となった。
P・F・スローンがバリー・マクガイアに提供した楽曲であり、バリーがニュー・クリスティ・ミンストレルズからソロとして発表した曲である。フーテナニーの目から見た、核戦争後の恐怖を描いた歌であるが、当時は内容が強烈であるという理由で放送禁止になったが、かえってアメリカ国民の関心を引き、全米No.1を獲得し、以後多くのアーティストによってカヴァーされた。

## カヴァーしたアーティスト
- タートルズ
- 高石友也&ジャックス
- ケン・サンダース
- RCサクセション『カバーズ』より。
- ジーノ・サンテルコーレ Gino Santercole 『Questo Vecchio Pazzo Mondo』(イタリア語版)
- ジョー・ペリー